# Episodi di Voyagers! - Viaggiatori del tempo
La prima stagione della serie televisiva Voyagers! - Viaggiatori del tempo è stata trasmessa in anteprima negli Stati Uniti d'America dalla NBC tra il 3 ottobre 1982 e il 10 luglio 1983.
| nº | Titolo originale                       | Titolo italiano | Prima TV USA     | Prima TV Italia |
| -- | -------------------------------------- | --------------- | ---------------- | --------------- |
| 1  | Voyagers                               |                 | 3 ottobre 1982   |                 |
| 2  | Created Equal                          |                 | 10 ottobre 1982  |                 |
| 3  | Bully and Billy                        |                 | 24 ottobre 1982  |                 |
| 4  | Agents of Satan                        |                 | 31 ottobre 1982  |                 |
| 5  | Worlds Apart                           |                 | 7 novembre 1982  |                 |
| 6  | Cleo and the Babe                      |                 | 14 novembre 1982 |                 |
| 7  | The Day the Rebs Took Lincoln          |                 | 21 novembre 1982 |                 |
| 8  | Old Hickory and the Pirate             |                 | 28 novembre 1982 |                 |
| 9  | The Travels of Marco... and Friends    |                 | 3 dicembre 1982  |                 |
| 10 | An Arrow Pointing East                 |                 | 12 dicembre 1982 |                 |
| 11 | Merry Christmas, Bogg                  |                 | 19 dicembre 1982 |                 |
| 12 | Buffalo Bill and Annie Play the Palace |                 | 9 gennaio 1983   |                 |
| 13 | The Trial of Phineas Bogg              |                 | 16 gennaio 1983  |                 |
| 14 | Sneak Attack                           |                 | 20 febbraio 1983 |                 |
| 15 | Voyagers of the Titanic                |                 | 27 febbraio 1983 |                 |
| 16 | Pursuit                                |                 | 6 marzo 1983     |                 |
| 17 | Destiny's Choice                       |                 | 13 marzo 1983    |                 |
| 18 | All Fall Down                          |                 | 27 marzo 1983    |                 |
| 19 | Barriers of Sound                      |                 | 12 giugno 1983   |                 |
| 20 | Jack's Back                            |                 | 10 luglio 1983   |                 |